# Хогг, Питер
Питер Уорделл Хогг (англ. Peter Wardell Hogg; 12 марта 1939, Лоуэр-Хатт, Веллингтон, Новая Зеландия — 4 февраля 2020, Торонто, Канада) — канадский юрист и учёный-правовед, крупнейший авторитет в области конституционного права Канады. Профессор Йоркского университета с 1980 года, декан школы права Осгуд-Холл с 1998 по 2003 год. Член Королевского общества Канады с 1988 года, компаньон ордена Канады (2003).

## Биография
Родился в пригороде Веллингтона Лоуэр-Хатте в семье адвоката Эрика Хогга; мать Питера, Мэри, была домохозяйкой. После Питера в семье также родилась дочь Маргарет. Семья была зажиточной, и по окончании начальной школы Питера отправили в школу-интернат для мальчиков Нельсон-колледж. Атмосферу в интернате Хогг позже вспоминал как удушающую, но в то же время это заведение воспитало в нём уважение к дисциплине.
Окончил среднюю школу в 1956 году и получил степень бакалавра права в Университете Новой Зеландии. После этого присоединился к отцовской юридической фирме, но по совету коллеги, рассмотревшего в молодом адвокате наклонность к научной работе, решил продолжить образование и поступил в Гарвардскую школу права. Во время учёбы в Гарварде познакомился со своей будущей женой Фрэнсис Бенсон. Окончил Гарвард со степенью магистра в 1963 году. Преподавал в Университете Монаша в Австралии, одновременно работая над докторской диссертацией, которую защитил в 1970 году. Жёсткая иерархичная структура в этом вузе, однако, не привлекала Хогга, и уже в 1970 году он присоединился к преподавательскому составу школы права Осгуд-Холл Йоркского университета в Торонто (Канада), более открытой для новых идей. По предложению декана школы Джеральда Ле Дейна (будущего члена Верховного суда Канады) новозеландский учёный стал преподавателем конституционного права. Кроме того, он преподавал налоговое право и трастовое право. Канадское гражданство получил в 1975 году.
В 1980 году удостоен звания королевского адвоката, в 1986 году стал штатным профессором университета. С 1998 по 2003 год был деканом Осгуд-Холла и в этом качестве руководил разработкой плана её развития, воплощаемого в жизнь в последующие годы, и организовал сбор пожертвований на реконструкцию здания школы. К помощи Хогга как консультанта часто прибегали государственные органы. В частности, он выступал в качестве консультанта при работе над Мичским и Шарлоттаунским соглашениями, а также в рассмотрении правовых аспектов языковых меньшинств в Манитобе, финансирования раздельных школ в Онтарио, однополых браков и национального регулирования ценных бумаг. Кроме того, Хогг был советником премьер-министра Пола Мартина, а в 2006 году вёл процедурную часть первых в истории Канады парламентских слушаний по кандидату в члены Верховного суда. Тем не менее сам он ни разу не был членом суда, предпочитая продолжать работу в университете.
После завершения работы в Йоркском университете в 2003 году присоединился к адвокатской конторе «Блейк, Касселс и Крейдон» в качестве штатного научного сотрудника, выполняя также обязанности юрисконсульта фирмы. С этой фирмой он продолжал сотрудничать до конца 1989 года. Умер в феврале 2020 года в Торонто в возрасте 80 лет от кровоизлияния в мозг, оставив после себя жену Фрэнсис, с которой прожил 53 года, сына и дочь.

## Научная работа
Питер Хогг известен как крупнейший авторитет в области конституционного права Канады. Первое издание своей книги «Конституционное право Канады» (англ. Constitutional Law of Canada) он подготовил в 1977 году на основе собственных заметок к университетским лекциям. 2-е издание вышло в 1985 году, через три года после вступления в силу Канадской хартии прав и свобод, 3-е — в 1992 и 4-е, объёмом достигшее 1200 страниц, — в 1997 году. 5-е издание увидело свет в 2007 году. Книга также переиздавалась ежегодно как учебник в формате вкладных листов. Начиная с 1979 года и до дня смерти автора на неё ссылались в 190 решениях судов. Среди других книг Хогга — «Ответственность государства» (англ. Liability of the Crown; в соавторстве с Патриком Монаханом, 3-е издание вышло в 2000 году). По количеству цитирований в решениях Верховного суда Канады Хогг к моменту смерти занимал первое место, более чем вдвое опережая любого другого законоведа.
В интервью журналу Canadian Lawyer профессор конституционного права Университета Уотерлу Эмметт Макфарлейн подчёркивает исключительную роль Хогга в формировании Канадской хартии прав и свобод. По словам Макфарлейна, Хогг внёс вклад в текст «практически каждого раздела Хартии, от пункта об исключениях до раздела 7 о жизни, свободе и безопасности личности». Важную роль труды Хогга сыграли в определении отношений исполнительной и судебной ветвей власти в Канаде.

## Признание заслуг
Учитывая роль Хогга в формировании правовых отношений в Канаде, его иногда называли «десятым членом Верховного суда» (в Верховном суде Канады девять судей). В 1988 году он стал членом Королевского общества Канады. В 1993 году он был награждён медалью Манделла по литературе и праву, присуждаемой министерством юстиции Онтарио, в 1996 году получил медаль юридического общества от юридического общества Верхнего Онтарио, а в 2003 году был удостоен премии Рамона Гнатышина от Адвокатского общества Канады.
В 1991 году произведён в офицеры ордена Канады за свой вклад в конституционное право Канады в качестве учёного-правоведа и заслуги в качестве консультанта федерального и провинциальных правительств страны. В 2003 году повышен до компаньона ордена Канады — высшей степени этой награды — как за собственный вклад в науку и формирование внутренней политики страны, так и за более чем 30-летнюю преподавательскую работу в Осгуд-Холле. Другие государственные награды включают медали Золотого и Бриллиантового юбилея королевы Елизаветы II.
Помимо степени доктора философии по праву, Питеру Хоггу присвоены почётные звания доктора права юридического общества Верхней Канады (2003), школы права Осгуд-Холл (2006), Университета королевы Виктории в Веллингтоне и Монреальского университета